# Franz Fugger
Franz Fugger, född 1612, död 1664, var en tysk adelsman och militär.
Fugger deltog under Albrecht von Wallenstein i trettioåriga kriget, blev generalfälttygsmästare och 1649 guvernör i Ingolstadt. Han stupade mot turkarna i slaget vid Gotthardt an der Raab.